# Grand Prix automobile de Las Vegas 1981
Résultats du Grand Prix de Las Vegas (Caesars Palace Grand Prix) de Formule 1 1981 qui a eu lieu sur le Circuit urbain du Caesars Palace à Las Vegas le 17 octobre 1981.
Au départ du dernier Grand Prix du championnat du monde, trois pilotes peuvent encore être sacrés : Carlos Reutemann, avec 49 points, Nelson Piquet avec 48 points, et Jacques Laffite avec 43 points. En marquant deux points alors que Reutemann n'en marque aucun et Laffite un seul, Piquet remporte le titre.

## Classement
| Pos. | No | Pilote                | Écurie          | Tours | Temps/Abandon                      | Grille | Points |
| ---- | -- | --------------------- | --------------- | ----- | ---------------------------------- | ------ | ------ |
| 1    | 1  | Alan Jones            | Williams-Ford   | 75    | 1 h 44 min 09 s 077 (157,703 km/h) | 2      | 9      |
| 2    | 15 | Alain Prost           | Renault         | 75    | + 20 s 048                         | 5      | 6      |
| 3    | 23 | Bruno Giacomelli      | Alfa Romeo      | 75    | + 20 s 428                         | 8      | 4      |
| 4    | 12 | Nigel Mansell         | Lotus-Ford      | 75    | + 47 s 473                         | 9      | 3      |
| 5    | 5  | Nelson Piquet         | Brabham-Ford    | 75    | + 1 min 16 s 438                   | 4      | 2      |
| 6    | 26 | Jacques Laffite       | Ligier-Matra    | 75    | + 1 min 18 s 175                   | 12     | 1      |
| 7    | 7  | John Watson           | McLaren-Ford    | 75    | + 1 min 18 s 497                   | 6      |        |
| 8    | 2  | Carlos Reutemann      | Williams-Ford   | 74    | + 1 tour                           | 1      |        |
| 9    | 28 | Didier Pironi         | Ferrari         | 73    | + 2 tours                          | 18     |        |
| 10   | 20 | Keke Rosberg          | Fittipaldi-Ford | 73    | + 2 tours                          | 20     |        |
| 11   | 29 | Riccardo Patrese      | Arrows-Ford     | 71    | + 4 tours                          | 11     |        |
| 12   | 8  | Andrea De Cesaris     | McLaren-Ford    | 69    | + 6 tours                          | 14     |        |
| Abd. | 4  | Michele Alboreto      | Tyrrell-Ford    | 67    | Moteur                             | 17     |        |
| Nc.  | 14 | Eliseo Salazar        | Ensign-Ford     | 61    | Non classé                         | 24     |        |
| Abd. | 36 | Derek Warwick         | Toleman-Hart    | 43    | Freins                             | 22     |        |
| Abd. | 22 | Mario Andretti        | Alfa Romeo      | 29    | Suspension                         | 10     |        |
| Dsq. | 27 | Gilles Villeneuve     | Ferrari         | 22    | Disqualifié                        | 3      |        |
| Abd. | 6  | Héctor Rebaque        | Brabham-Ford    | 20    | Sortie de piste                    | 16     |        |
| Abd. | 33 | Marc Surer            | Theodore-Ford   | 19    | Suspension                         | 23     |        |
| Abd. | 3  | Eddie Cheever         | Tyrrell-Ford    | 10    | Moteur                             | 19     |        |
| Abd. | 16 | René Arnoux           | Renault         | 10    | Moteur                             | 13     |        |
| Abd. | 25 | Patrick Tambay        | Ligier-Matra    | 2     | Accident                           | 7      |        |
| Abd. | 11 | Elio De Angelis       | Lotus-Ford      | 2     | Fuite d'eau                        | 15     |        |
| Abd. | 32 | Jean-Pierre Jarier    | Osella-Ford     | 0     | Transmission                       | 21     |        |
| Nq.  | 9  | Slim Borgudd          | ATS-Ford        |       | Non qualifié                       |        |        |
| Nq.  | 21 | Chico Serra           | Fittipaldi-Ford |       | Non qualifié                       |        |        |
| Nq.  | 17 | Derek Daly            | March-Ford      |       | Non qualifié                       |        |        |
| Nq.  | 30 | Jacques Villeneuve Sr | Arrows-Ford     |       | Non qualifié                       |        |        |
| Nq.  | 35 | Brian Henton          | Toleman-Hart    |       | Non qualifié                       |        |        |
| Nq.  | 31 | Beppe Gabbiani        | Osella-Ford     |       | Non qualifié                       |        |        |

## Pole position et record du tour
- Pole position : Carlos Reutemann en 1 min 17 s 821 (vitesse moyenne : 168,849 km/h).
- Meilleur tour en course : Didier Pironi en 1 min 20 s 156 au 49e tour (vitesse moyenne : 163,930 km/h).

## Tours en tête
- Alan Jones : 75 (1-75)

## À noter
- 12e victoire pour Alan Jones.
- 15e victoire pour Williams en tant que constructeur.
- 144e victoire pour Ford-Cosworth en tant que motoriste.
- Gilles Villeneuve a été disqualifié pour avoir pris une mauvaise position sur la grille de départ.
- À l'issue de cette course, Nelson Piquet est champion du monde des pilotes.